# Allium orientoiranicum
Allium orientoiranicum är en amaryllisväxtart som beskrevs av Neshati, Zarre och Reinhard M. Fritsch. Allium orientoiranicum ingår i släktet lökar, och familjen amaryllisväxter. Inga underarter finns listade i Catalogue of Life.